# François-Isidore Darquier
Pour les articles homonymes, voir Darquier.
François-Isidore, baron Darquier (5 juin 1770 - Beaumont-de-Lomagne (aujourd'hui en Tarn-et-Garonne) ✝ 12 décembre 1812 - Vitoria-Gasteiz) était un militaire français des XVIIIe et XIXe siècles qui servit durant les guerres de la Révolution et de l'Empire.

## Biographie

### Guerres révolutionnaires
Fils de François-Alexandre Darquier, receveur ambulant des domaines du roi, et d'Antoinette-Colombe Collonges, François-Isidore Darquier entra au service comme sergent-major le 31 juillet 1791 dans le 4e bataillon de volontaires de la Haute-Garonne, qui devint 130e, puis 4e demi-brigade de bataille, et enfin 4e régiment d'infanterie de ligne. Lieutenant à l'élection le 8 mars 1792, il fit la même année la campagne de Savoie. Capitaine le 5 avril 1793, il se trouva au siège et à la prise de Toulon.
De l'an III à l'an V, il servit aux armées des Pyrénées-Orientales et d'Italie. À la bataille de Castiglione, il arrêta cinq fois la cavalerie ennemie et donna aux Français le temps de se rallier et de reprendre l'offensive. Au combat de Bassano, il fit plusieurs prisonniers, entra un des premiers dans la ville, s'empara sur la route de Cittadella de 2 pièces de canon et d'un convoi d'artillerie et de munitions de guerre, et, blessé d'un coup de sabre à la tête, il tomba au pouvoir de l'ennemi. Il rentra immédiatement à son corps, et fut atteint d'un coup de feu au bras droit au combat sur la Brenta. Le 10 germinal, marchant contre les insurgés de Bergame, par une nuit obscure, il tomba dans un fossé au moment où l'affaire était engagée, et se blessa grièvement à la cuisse droite avec son sabre.
En l'an VI et en l'an VII, il servit à l'armée d'Angleterre, en l'an VIII et en l'an IX à celle du Rhin, et pendant les ans XII et XIII il fit partie du camp de Saint-Omer.

### Premièrescampagnes napoléoniennes
Membre de la Légion d'honneur le 25 prairial an XII, il passa avec son grade dans les grenadiers à pied de la Garde impériale le 10 germinal an XIII, devint chef de bataillon le 14 thermidor, fit les campagnes d'Autriche (1805), de Prusse et de Pologne (1807), et obtint le 14 mars 1806 la décoration d'officier de la Légion d'honneur.
C'est lui qui, à la bataille d'Eylau, sous les ordres du général Dorsenne, commandant le bataillon de grenadiers à pied de la garde qui, chargé par l'Empereur de marcher contre une colonne de 5 à 6 000 Russes, dédaigna de faire feu et la culbuta à la baïonnette. Ce bataillon, dit l'Empereur, produisit sur les masses russes l'effet de la tête de Méduse.
À Tilsit, l'empereur Alexandre donna au colonel Darquier une boîte enrichie de diamants. L'année suivante, Napoléon Ier l'appela à Erfurth, pour y faire pendant le congrès le service d'honneur près de sa personne et près des souverains étrangers.
Chevalier de l'Empire avec dotation le 20 août 1808, Darquier fut nommé colonel-major le 5 février 1809, et chargé de l'organisation et du commandement du 1er régiment de conscrits-grenadiers, qui devint plus tard 3e de tirailleurs-grenadiers de la Jeune Garde, et qui s'essaya glorieusement à la bataille de Wagram.
Il fut nommé, en 1809, membre du collège électoral de Tarn-et-Garonne. Décoré de l'ordre de la Couronne de Fer début 1810, il reçut le 15 mars le titre de baron de l'Empire avec de nouvelles dotations.

### L'Espagne
Il partit pour l'Espagne le 30 avril suivant, et fut chargé dès son début de faire rentrer les contributions et d'escorter les convois. Envoyé le 23 mars 1811 de Valladolid au-devant d'une colonne de prisonniers qui arrivait de Madrid, son avant-garde rencontra la bande du Curé, forte de 600 hommes, la poursuivit pendant trois lieues et lui tua 40 hommes.
Peu de temps après, à Potes, le 3e régiment de tirailleurs et 2 bataillons des 1er et 4e de la de même arme, battirent Juan Díaz Porlier, qui, avec plus de 8 000 hommes, occupait les hauteurs et de nombreux défilés : le colonel Darquier commandait l'arrière-garde : on doit à son attitude ferme et à ses bonnes dispositions une partie du succès de cet engagement, qui dura deux jours et une nuit.
Le 24 juillet, les armées combinées du Nord et de Portugal avaient l'ordre de ravitailler Ciudad-Rodrigo en présence de l'armée anglo-portugaise, forte de 40 000 hommes. L'ennemi resta dans sa position de Fuenteguinaldo sans oser s'opposer à cette opération, et le lendemain il fut forcé de passer la Coa et de rentrer au Portugal. Dans ces journées, le colonel Darqnier commandait une brigade de l'armée du Nord. Marquesito, avec 2 000 hommes, avait pris position sur les hauteurs escarpées de Lores (es). Le 1er novembre, Darquier, qui n'avait que 300 tirailleurs et 140 dragons de la garde, l'attaqua à la baïonnette, le chassa de rocher en rocher jusque dans le Liébana et lui tua 360 hommes.
Chargé de ramener d'Irun un trésor destiné pour l'armée et de prendre à son passage à Tolosa un convoi d'artillerie, il avait sous ses ordres 4 bataillons, 150 cavaliers et 2 pièces de canon. Il trouva le 16 mai 1812, en arrivant à Ormaiztegi, entre Tolosa et Villaréal de Álava, les bandes de Mina et du Pastor, fortes de 5 000 hommes, qui s'étaient réunies pour enlever son convoi. Il les attaqua vigoureusement, les mit en pleine déroute, et les poursuivit jusqu'à Segura. Elles eurent environ 600 hommes hors de combat, Guruchada, l'ami et le premier lieutenant de Mina, fut blessé grièvement et mourut huit jours après.
Envoyé à la recherche des bandes espagnoles avec une colonne de 1 200 hommes d'infanterie et 150 cavaliers, il se dirigea le 25 du même mois sur Santa Cruz de Campezo. Ce village, occupé par l'ennemi, fut enlevé de vive force. Mina, malgré son canon et sa position avantageuse, dut profiter de la nuit pour se retirer, blessé lui-même d'une balle à la cuisse et après avoir perdu 200 hommes.
Le 8 juin, Darquier trouva encore en avant d'Acedo (Navarre), près de Los Arcos, les bandes de Mina et de Pelos. Elles avaient pris position dans la plaine au nombre de 6 000 fantassins et de 500 cavaliers, et occupaient le village. 1 600 fantassins français et 50 gendarmes à cheval les mirent dans une déroule complète et leur firent perdre 600 hommes tués ou blessés.
Au commencement d'août, un corps d'insurgés, fort de 5 à 6 000, coupait les communications entre Miranda de Ebro et Burgos. Chargé de les rétablir, Darquier partit avec 1 400 hommes de son régiment, 300 cavaliers et 2 pièces de canon : il surprit un des bataillons de Francisco de Longa (es), auquel il tua 500 hommes à la baïonnette, le reste se dispersa et les communications furent rétablies.
La réoccupation de Logroño, évacuée volontairement, lui résolue le 12 août. Darquier, qui appuyait ce mouvement avec 1 500 hommes, força le général-major Duran d'abandonner cette ville avec environ 3 000 hommes, l'attaqua le lendemain dans les positions qu'il avait prises à l'entrée des montagnes, et lui mit 300 hommes hors de combat. Ce fut encore lui qui, le 13 septembre, à la tête d'une colonne de 1 500 hommes, dispersa les bandes qui entourait la ville de Soria et débloqua cette place. Le 20 octobre, il battit de nouveau, près de Cenicero (La Rioja), la bande de Duran.
Il prit part, à la tête de son régiment, au mouvement combiné des armées du Nord et de Portugal, qui firent lever le blocus du fort de Burgos. Près de Logroño, il défit complètement le chef de partisans Amor, qui commandait une guérilla de 4 000 hommes d'infanterie et de cavalerie. Près de Ségovie, il dispersa, avec un bataillon de son régiment et 300 chevaux de la Garde impériale, un corps de 8 ou 900 cavaliers réu nis par le Médico dans le but d'enlever un convoi qu'il avait mission de protéger. À Sigüenza, il mit en déroule les bandes de l'Empecinado (Juan Martín Díez), lesquelles comptaient plus de 5 000 hommes.
Enfin, dans les premiers jours de décembre, et près de Tolosa, il remporta un avantage marqué sur la bande de Longa, mais les fatigues de cette guerre terrible déterminèrent chez lui une fluxion de poitrine à laquelle il succomba le 14 décembre 1812.

Le général Dumoustier fit connaître cette perte à la Garde impériale par l'ordre du jour suivant :

« Les troupes de la garde sont prévenues que M. le colonel Darquier, commandant le 3e régiment de tirailleurs, est mort à Vittoria, le 14 du courant, à la suite d'une maladie contractée depuis quelque temps par les fatigues éprouvées dans ses opérations militaires, et dont son zèle pour ses devoirs lui avait fait négliger de s'occuper. Cet officier supérieur est un de ceux qui ont le plus honoré le nom Français, par ses talents militaires, sa probité et le jugement sain qui présidait à toutes ses actions. M. le chef de bataillon Mosnier, commandant en ce moment le 3e régiment de tirailleurs, en transmettant à madame la baronne Darquier, sa veuve, les regrets que la garde impériale et l'armée éprouvent pour celle perte, lui annoncera que les habitants des provinces de l'Espagne, avec qui son estimable époux était en relations, sentent aussi vivement que nous le coup fatal qui vient de la frapper. Dès que les circonstances permettront la réunion des corps de la garde, j'autorise le 3e régiment de tirailleurs à faire célébrer un service funèbre à la mémoire de leur ancien chef et père. »

L'Empereur honora de ses regrets la mémoire du colonel Darqnier, auquel il destinait le commandement d'une brigade de sa garde.
Le colonel Darquier laissa, en mourant, un fils, qui devint chef d'escadron, et trois filles.

## Titres
- Chevalier Darquier et de l'Empire (lettres patentes du 20 août 1808) ;
- Baron Darquier et de l'Empire (décret du 15 mars 1810, lettres patentes du 11 juin 1810 (Saint-Cloud)) ;

## Décorations
- Légion d'honneur :
  - Légionnaire (25 prairial an XII), puis,
  - Officier de la Légion d'honneur (14 mars 1806) ;
- Chevalier de l'ordre de la Couronne de Fer (1810).

## Armoiries
| Figure | Blasonnement |
|        | Armes du chevalier Darquier et de l'Empire. D'argent, à la bande de gueules au signe des chevaliers, accompagnée en chef d'un casque grillé de sable, taré de profil, accosté de deux étoiles d'azur, et en pointe d'un lion léopardé de gueules, regardant, passant sur une terrasse de sinople et tenant de sa patte levée cinq piques de sable, posées sur son épaule. |
|        | Armes du baron Darquier et de l'Empire Coupé, au premier parti à dextre d'argent au casque taré de fasce de sable, surmonté de deux étoiles d'azur ; à sénestre des barons tirés de l'armée ; au deuxième d'azur au lion léopardé la tête contournée d'or, portant un faisceau de lance d'argent, posées en barre. Livrées : blanc, rouge, bleu, jaune.                   |